# Harald Friis
Harald Trap Friis (* 22. Februar 1893 in Næstved; † 15. Juni 1976) war ein US-amerikanischer Ingenieur dänischer Herkunft, der in verschiedenen Bereichen der Hochfrequenztechnik tätig war.

## Leben
Friis wurde 1893 im dänischen Næstved geboren. Im Jahre 1916 erhielt er sein Elektrotechnik-Diplom vom Polytechnischen Institut in Kopenhagen. Nachdem er zwei Jahre in der Königlichen Kanonenfabrik gearbeitet hatte, zog er 1919 in die USA und führte seine Studien an der Columbia University fort. Im Jahr darauf nahm er die Arbeit bei der Western Electric Company auf, die 1925 von den Bell Laboratories übernommen wurde.
Friis, der inzwischen die US-Staatsbürgerschaft angenommen hatte, setzte sich 1958 zur Ruhe, war aber durch persönliche Bekanntschaft mit David Packard weiterhin als Berater bei der Firma Hewlett-Packard tätig. 1971 veröffentlichte er seine Autobiografie Seventy Five Years in an Exciting World.
Im Laufe von 50 Jahren meldete Friis 31 Patente an. Er starb im Jahr 1976.

## Werke
Friis hatte verschiedenen Bereichen der Hochfrequenztechnik wertvolle Impulse verliehen.
Zuerst beschäftigte er sich mit der Ausbreitung von Funkwellen in verschiedenen Frequenzbereichen, wobei er auch einen Überlagerungsempfänger entwickelte. Bei den entsprechenden Funkmessungen legte er Wert darauf, nicht nur die Signalstärke, sondern auch das Rauschen zu messen, weil die Verständlichkeit des Senders letztendlich vom Verhältnis dieser beiden Größen bestimmt wird.
Während dieser Tätigkeit erarbeitete Friis die theoretischen Grundlagen der Rauschzahl, mit deren Hilfe das Signal-Rausch-Verhältnis eines Verstärkers bestimmt werden kann. Auf diese Arbeit geht die Bezeichnung der Friis-Formel zurück. Zusammen mit Karl Jansky entwarf er in den 1930er-Jahren Empfänger für galaktisches Rauschen, die der Radioastronomie den Weg bereiteten.
Auch im Bereich der Richtantennen war Friis tätig. Schon 1925 hatte er auf diesem Gebiet Forschungsergebnisse veröffentlicht. Zusammen mit Edmond Bruce erfand er die Rhombusantenne, die sich sehr gut für Kurzwellen eignete. Später entwarf Friis eine steuerbare Richtantenne, die aus mehreren Rhomben bestand.
Ab 1938 war Friis Abteilungsleiter im Bell-Labor in Holmdel. Zu seinen Aufgaben gehörte es, Mikrowellen- und Radargeräte zu entwickeln, die später von den US-Truppen im Zweiten Weltkrieg verwendet wurden. Zusammen mit Alfred Beck entwarf Friis dabei einen Hornstrahler. 1946 veröffentlichte er eine Gleichung, die den Zusammenhang zwischen der Sende- und Empfangsleistung zweier Antennen im Vakuum beschreibt, welche als Friis-Übertragungsgleichung bekannt ist. Nach dem Krieg konnte Friis einige Forschungsergebnisse veröffentlichen, die anschließend auch kommerziellen Richtfunkverbindungen in den USA den Weg bereiteten.

## Würdigungen
Friis erhielt zahlreiche Auszeichnungen, unter anderem den Morris-Liebmann-Preis des IRE, die Valdemar-Poulsen-Medaille der Königlich Dänischen Akademie der Wissenschaften, die IRE-Ehrenmedaille, die Ballentine-Medaille des Franklin-Instituts und den Mervin-Kelly-Preis der IEEE.